# Pygargue de Madagascar
Pour les articles homonymes, voir Pygargue (homonymie).
Espèce
Statut de conservation UICN

 CR C2a(ii) : 
En danger critique
Statut CITES
Le Pygargue de Madagascar (Icthyophaga vociferoides) est une espèce de rapaces diurnes, une des plus rares du monde il fait partie des 7 espèces de rapace diurne les plus rares. Il est classé en danger critique d'extinction par l'IUCN

## Description
Cet oiseau mesure 60 cm à 70 cm pour une envergure de 165 à 180 cm, il pèse 2 500 g pour le mâle et 3 500 g pour la femelle ,.
L'adulte a la calotte, la gorge et la nuque de couleur gris blanc avec quelques plumes brunes ou rousses, il a les joues blanches.sa queue est blanche avec un trait rachial noirâtre. Le reste de son corps est brun foncé avec des nuances de roux et les pattes sont blanchâtres.
Cette espèce ne présente pas de dimorphisme sexuel à part au niveau du poids et de la taille où la femelle est plus lourde et plus grande que le mâle. Les couples nichent  dans les grands arbres ou dans les flancs des falaises, là où ils pondent un oeuf unique pendant la periode de reproduction qui s'étend de mai en octobre .

## Répartition

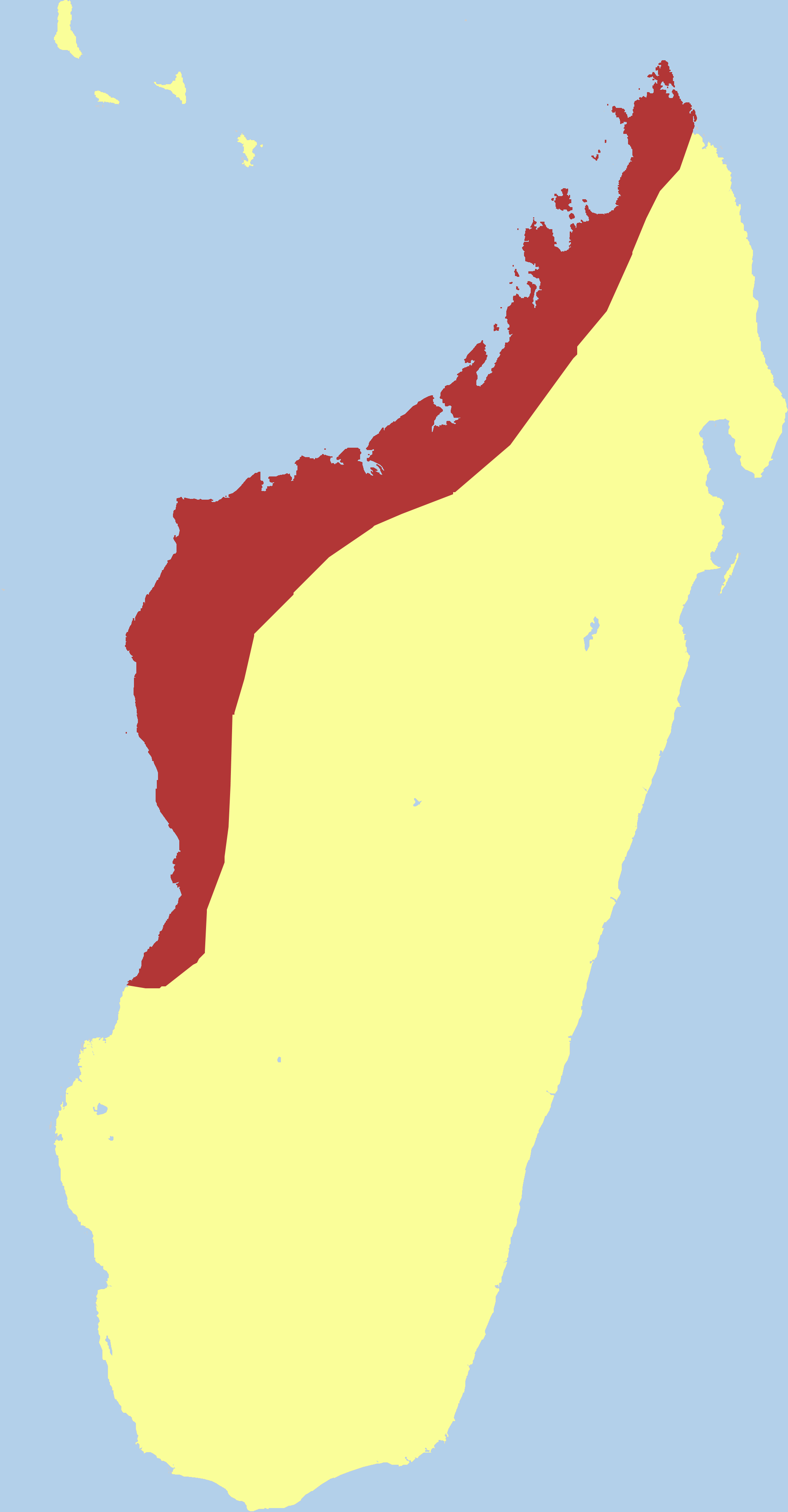
carte de localisation de Pygargue de Madagascar

On trouve des Pygargue de Madagascar dans la partie ouest et Nord Ouest de Madagascar, plus particulièrement dans le presqu'île d'Anjajavy, dans l'archipel de Mitsio, Tsarabanjina et les Tsingy de Bekopaka.
Comme son nom l'indique, cette espèce est endémique de Madagascar. Sa population est comprise entre 40 et 70 couples nicheurs car cet oiseau a besoin d'espace et de tranquillité pour sa reproduction.
On peut observer les Pygargue de Madagascar dans le presqu'île Anjajavy, dans l'archipel Mitsio, Tsarabanjina et dans le Tsingy de Bekopaka. Son habitat naturel est dans les mangroves côtières, les lacs et les falaises.

## Alimentation
Comme la plupart des pygargues, le pygargue de Madagascar se nourrit principalement de poissons. Il peut cependant faire des exceptions à son régime et  manger des rongeurs ou des oiseaux aquatiques.